# Gunnar Linde
Gunnar Sanfrid Richard Linde, född 30 maj 1914 i Skövde, död 26 januari 1998, var en svensk skolledare. Han var far till Annika Linde.
Linde, som var son till överste Axel Linde och Anna Schnell, avlade studentexamen i Luleå 1932, blev filosofie magister 1939, filosofie licentiat 1944 och filosofie doktor i Stockholm 1952. Han blev extra ordinarie adjunkt 1946 och adjunkt vid högre allmänna läroverket i Skövde 1953, lektor i modersmål och tyska 1954 och var rektor där från 1963. Han blev ledamot av styrelsen för Skövde museum 1954 och av biblioteksstyrelsen 1960.  Han var tryckfrihetsombudsman i Skövde från 1955. Han skrev De svenska ortnamnen på -sta (doktorsavhandling 1951), Det äldsta Skövde och S:ta Elin (1956) samt artiklar i facktidskrifter och tidningar. Linde är begravd på Skogsö kyrkogård.